# Городище (Киришский район)
Городище — деревня в Пчевском сельском поселении Киришского района Ленинградской области.

## История
Село Городище, состоящее из 130 крестьянских дворов, упоминается на карте Санкт-Петербургской губернии Ф. Ф. Шуберта 1834 года, в селе находилась церковь и 3 ветряных мельницы.

ГОРОДИЩЕ — село принадлежит Казённому ведомству, число жителей по ревизии: 227 м. п., 258 ж. п.

В оном церковь каменная во имя Святителя Николая Чудотворца (1838 год)
Село Городище из 130 дворов обозначено на специальной карте западной части России Ф. Ф. Шуберта 1844 года.

ГОРОДИЩЕ — село Ведомства государственного имущества, по просёлочной дороге, число дворов — 122, число душ — 256 м. п. (1856 год)

ГОРОДИЩЕ — село казённое при реке Волхове, число дворов — 106, число жителей: 286 м. п., 345 ж. п.; Церковь православная. Часовен две, сельское училище, два торжка. (1862 год)
Сборник Центрального статистического комитета описывал его так:

ГОРОДИЩЕ — село бывшее государственное при реке Волхове, дворов — 125, жителей — 750; Волостное правление, церковь православная, часовня, школа, 2 лавки, ярмарка с 9 по 12 мая. (1885 год)
В конце XIX века деревня административно относилась ко 2-му стану Новоладожского уезда Санкт-Петербургской губернии, в начале XX века — к Городищенской волости 5-го земского участка 1-го стана.
По данным «Памятной книжки Санкт-Петербургской губернии» за 1905 год село Городище образовывало Городищенское сельское общество.

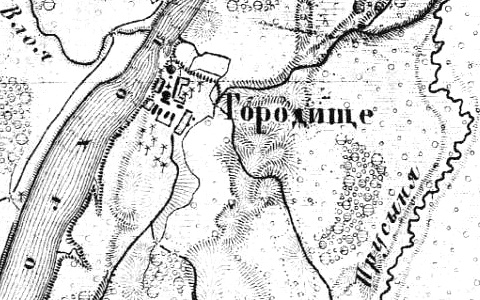
Деревня Городище на карте 1915 года

Согласно карте Петроградской и Новгородской губерний 1915 года в селе Городище находились две церкви и 12 ветряных мельниц.
С 1917 по 1923 год село входило в состав Городищенского сельсовета Городищенской волости Новоладожского уезда.
С 1923 года в составе Глажевской волости Волховского уезда.
Согласно данным переписи населения СССР 1926 года в селе Городище проживали 1105 человек — большинство русские, а также татары и латыши. 
С 1927 года в составе Андреевского района.
В 1928 году население села Городище также составляло 1105 человек.
С 1931 года в составе Киришского района. В 1931 году в селе был организован колхоз «Колосс».
Согласно карте Ленинградской области Северо-западного аэрогеодезического треста ГГУ издания 1932 года село насчитывало 107 крестьянских дворов. В селе находились: сельсовет, церковь, часовня, пристань и две ветряных мельницы.
По данным 1933 года село Городище являлось административным центром Городищенского сельсовета Киришского района, в который входили 3 населённых пункта: село Городище, деревни Подцепье, Рысино, общей численностью населения 1870 человек.
По данным 1936 года в состав Городищенского сельсовета входили 3 населённых пункта, 302 хозяйства и 3 колхоза.

План села Городище. 1937 год

Согласно топографической карте РККА 1937 года село насчитывало 249 крестьянских дворов. В селе находились: сельсовет, почта, школа, больница, паромная переправа и ветряная мельница, работал скотный двор колхоза «Колос». 
Согласно данным переписи населения СССР 1939 года в селе Городище проживали 451 мужчина и 486 женщин, всего 937 человек.
С 1954 года в составе Пчевского сельсовета.
С 1963 года в составе Волховского района.
С 1965 года вновь в составе Киришского района. В 1965 году население села Городище составляло 544 человека.
По данным 1966, 1973 и 1990 годов деревня Городище также входила в состав Пчевского сельсовета.
В 1997 году в деревне Городище Пчевской волости проживали 167 человек, в 2002 году — 188 (русские — 95 %).
В 2007 году в деревне Городище Пчевского СП проживали 175 человек, в 2010 году — 169.

## География
Деревня расположена в северо-западной части района на автодороге 41К-557 (подъезд к дер. Городище) к западу от автодороги 41К-022 (Кириши — Городище — Волхов).
Расстояние до административного центра поселения — 8 км.
Расстояние до ближайшей железнодорожной станции Глажево — 3 км.
Деревня находится на правом берегу реки Волхов.

## Демография
| 1838 | 1862 | 1885 | 1897 | 1928 | 1965 | 1997 |
| ---- | ---- | ---- | ---- | ---- | ---- | ---- |
| 485  | ↗631 | ↗750 | ↗818 | ↘110 | ↗544 | ↘167 |
| 2002 | 2007 | 2010 | 2017 |      |      |      |
| ↗188 | ↘175 | ↘169 | ↗211 |      |      |      |

### Национальный состав
Согласно данным Всероссийской переписи населения 2021 года в деревне проживали 192 человека, из них:
 русские — 188, белорусы — 1, узбеки — 1, другие национальности — 2 человека.

## Достопримечательности
- Церковь Николая Чудотворца, 1825 года постройки, каменная, утрачена в 1959 году[29].

## Известные уроженцы
- Сергей Николаевич Орнатский (1806—1884) — правовед, философ, исследователь украинских древностей, преподаватель и научный писатель

## Улицы
Береговая, Боровая, Заречная, Набережная, Октябрьская, Песочная, Советская.

## Садоводства
Волхов.